# 栗田英男

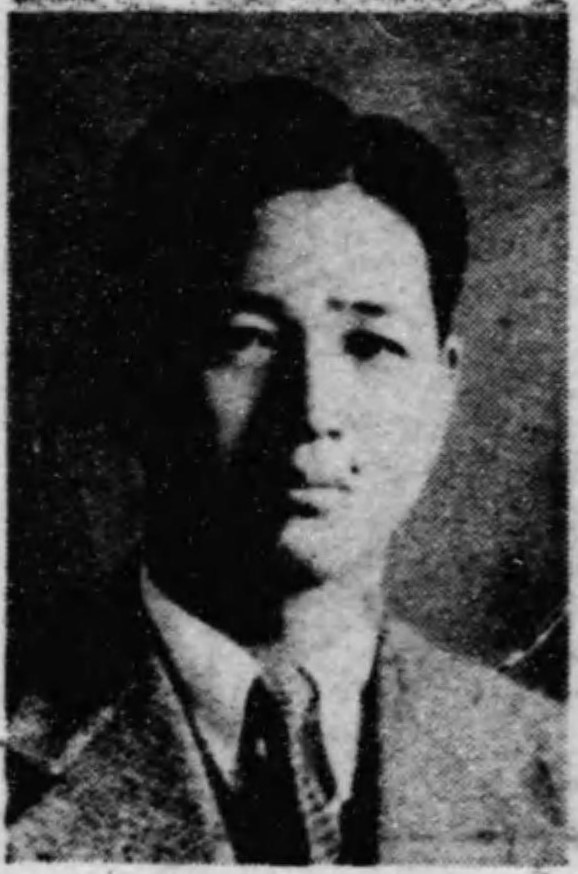
栗田英男

栗田 英男（くりた ひでお、1912年12月20日 - 1996年10月4日）は、日本の商人（肥料商）、実業家（東京毎夕新聞社主、鉱山経営者）、総会屋、元衆議院議員、美術評論家（栗田美術館創設者）。中央大学法学部中退。

## 概観
栃木県足利市の豪商出身。復員後の1946年第22回衆議院議員総選挙に、栃木県全県区から諸派扱いで初出馬したが落選。
翌1947年の第23回衆議院議員総選挙では、新設の旧栃木県第2区から民主党公認で立候補し、初当選。政界進出と同時に栗田政治経済研究所を設立した。
在職中、栗田の拠出した金が汚職に用いられた疑惑が持ち上がり、1948年の衆議院不当財産取引調査特別委員会で証人喚問された。この時「同僚議員が石油購入代金として100万円貸したが、金の使途について指示していない」と答え、質問者の中野四郎委員（当時）が「半年前の初当選時に知り合ったばかりの人物に大金を貸せるのに、自分の党には一銭も献金していないのは何故か」と詰問したが、栗田は「申し上げることはありません」とだけ述べている。
同1949年の第24回衆議院議員総選挙で落選し、自らの事業の傍ら、財閥解体の混乱に乗じてプロ株主活動を本格化させた。
1952年の第25回衆議院議員総選挙では改進党に移って返り咲き、続く1953年の第26回衆議院議員総選挙でも再選。電気委員、経済安定委員、行政監査特別委員、予算委員など歴任し、独占禁止法改正案（いわゆる栗田私案）を手掛けた。迫力ある言動で知られ、田中角榮を呼び捨てにできる数少ない人物だったという。
1955年の第27回衆議院議員総選挙は改進党の後身日本民主党からの出馬になったが次点で落選、続く1958年の第28回衆議院議員総選挙では保守合同により自民党公認になったが連続落選し、政界引退した。
下野後は栗田政治経済研究所を足場に、理論派総会屋の巨魁として君臨（企業防衛白書等に明記）。「栗田先生へのご挨拶なしに総会は開けない」と怖れられる程の権勢を誇り、多くの企業の検査役・顧問を務める傍ら、正力松太郎亡き後の日本テレビ粉飾決算事件等で勇名を馳せたが、元代議士の威光もあって一度も摘発を受けずに済んだ。
その一方、伊万里・鍋島の収集に超人的な情熱を注ぎ、コレクションの一部を1968年東京都中央区の栗田コレクションルームで一般公開し、1975年には地元足利市に3万坪の敷地面積を誇る栗田美術館を開館したが、これらの趣味に投じた私財は当時500億円とも言われた。1993年、足利市の自邸を財団法人栗田美術館に寄贈し、栗田英男記念館として公開していたが、2005年に収蔵品を栗田美術館に移転し、記念館は閉館した。

## 著書
- 『知らねばならぬ経済学』
- 『検査役の日通調書 : 日本通運株式会社検査役としての調査記録』
- 『栗田コレクション 』
- 『伊万里』